# Solanum incurvipilum
Solanum incurvipilum là loài thực vật có hoa trong họ Cà. Loài này được Bitter miêu tả khoa học đầu tiên năm 1913.